# Nunatak Zub
Nunatak Zub (englische Transkription von russisch Нунатак Зуб Nunatak Sub, deutsch ‚Zahn-Nunatak‘) ist ein Nunatak im ostantarktischen Mac-Robertson-Land. In den Prince Charles Mountains ragt er unmittelbar südöstlich des Mount Brown-Cooper am südlichen Ausläufer des Bennett Escarpment auf.
Russische Wissenschaftler benannten ihn deskriptiv.